# قانون و بی‌نظمی
قانون و بی‌نظمی (انگلیسی: Law and Disorder) فیلمی به کارگردانی چارلز کریچتون است که در سال ۱۹۵۸ منتشر شد.

## بازیگران
- مایکل ردگریو
- رابرت مورلی
- رونالد اسکوایر
- الیزابت سلرز
- جوان هیکسون
- لایونل جفریس
- جرمی بورنام
- برندا بروس
- هارولد گودوین
- جرج کولوریس
- مردیث ادواردز
- رجینالد بکویت
- دیوید هاچسون
- مری کریج
- مایکل ترابشو
- جان وارویک
- جان پل